# Lardal
Lardal là một đô thị ở hạt Vestfold, Na Uy. Trung tâm hành chính của đô thị này là làng Svarstad. Các giáo xứ của Laurdal được thành lập như là một đô thị ngày 01 tháng 1 năm 1838 (xem formannskapsdistrikt). Đô thị này được chia thành các giáo xứ của Svarstad, Styrvoll, và Hem.